# Westfield FC
Westfield FC (celým názvem: Westfield Football Club) je anglický fotbalový klub, který sídlí ve městě Woking v nemetropolitním hrabství Surrey. Založen byl v roce 1953 pod názvem Westfield Boys Club. Od sezóny 2018/19 hraje v Isthmian League South Central Division (8. nejvyšší soutěž). Klubové barvy jsou zlatá a černá.
Své domácí zápasy odehrává na stadionu Woking Park s kapacitou 1 000 diváků.

## Historické názvy
Zdroj: 
- 1953 – Westfield Boys Club
- 1962 – Westfield FC (Westfield Football Club)

## Úspěchy v domácích pohárech
Zdroj: 
- FA Cup
  - Preliminary Round: 2002/03, 2004/05, 2006/07
- FA Vase
  - 4. kolo: 2000/01

## Umístění v jednotlivých sezonách
Stručný přehled
Zdroj: 
- 1964–1968: Surrey Senior League
- 1968–1971: Surrey Senior League (Premier Division)
- 1971–1978: Surrey Senior League
- 1978–1979: Home Counties League
- 1979–1981: Combined Counties League
- 1981–1982: Combined Counties League (Eastern Division)
- 1982–2003: Combined Counties League
- 2003–2006: Combined Counties League (Premier Division)
- 2006–2013: Combined Counties League (Division One)
- 2013–2018: Combined Counties League (Premier Division)
- 2018– : Isthmian League (South Central Division)

Jednotlivé ročníky
Zdroj: 
Legenda: Z - zápasy, V - výhry, R - remízy, P - porážky, VG - vstřelené góly, OG - obdržené góly, +/- - rozdíl skóre, B - body, červené podbarvení - sestup, zelené podbarvení - postup, fialové podbarvení - reorganizace, změna skupiny či soutěže
| Sezóny  | Liga                                        | Úroveň | Z  | V  | R  | P  | VG  | OG | +/-  | B   | Pozice |
| ------- | ------------------------------------------- | ------ | -- | -- | -- | -- | --- | -- | ---- | --- | ------ |
| 2009/10 | Combined Counties League (Division One)     | 10     | 40 | 12 | 4  | 24 | 70  | 92 | -22  | 40  | 16.    |
| 2010/11 | Combined Counties League (Division One)     | 10     | 36 | 12 | 8  | 16 | 53  | 62 | -9   | 44  | 13.    |
| 2011/12 | Combined Counties League (Division One)     | 10     | 34 | 16 | 4  | 14 | 64  | 65 | -1   | 52  | 8.     |
| 2012/13 | Combined Counties League (Division One)     | 10     | 34 | 24 | 3  | 7  | 67  | 42 | +25  | 75  | 3.     |
| 2013/14 | Combined Counties League (Premier Division) | 9      | 42 | 24 | 5  | 13 | 72  | 51 | +21  | 77  | 4.     |
| 2014/15 | Combined Counties League (Premier Division) | 9      | 40 | 12 | 11 | 17 | 61  | 68 | -7   | 47  | 14.    |
| 2015/16 | Combined Counties League (Premier Division) | 9      | 42 | 16 | 11 | 15 | 63  | 68 | -5   | 59  | 9.     |
| 2016/17 | Combined Counties League (Premier Division) | 9      | 44 | 28 | 9  | 7  | 106 | 52 | +54  | 93  | 2.     |
| 2017/18 | Combined Counties League (Premier Division) | 9      | 42 | 34 | 4  | 4  | 145 | 43 | +102 | 106 | 1.     |
| 2018/19 | Isthmian League (South Central Division)    | 8      | 38 |    |    |    |     |    |      |     |        |